# Seznam francoskih sabljačev
Seznam francoskih sabljačev.

## B
Erik Boisse - 
Philippe Boisse - 

## C
Henri Callot - 

## D
Henri Delaborde - 

## F
Laura Flessel-Colovic - 

## G
Lucien Gaudin - 
Eugène-Henri Gravelotte - 
Brice Guyart - 

## L
Jean-François Lamour - 

## P
Jean Maurice Perronet - 
Julien Pillet - 

## R
Lauren Rembi -

## S
Henry de Sainct-Didier - 

## T
Damien Touya - 